# Граф Каррик
Граф Каррик (англ. Earl of Carrick) — шотландский дворянский титул, известный с XII века. Каррик был выделен в 1186 году из Галлоуэя для сына покойного правителя Галлоуэя Гилле Бригте Дункана Мак-Фергуса, ставшего первым мормэром Каррика. В конце XIII века графство Каррик посредством брака вошло в состав владений Брюсов, лордов Аннандейла, а после того как Роберт I Брюс стал королём Шотландии, вошло в состав коронных владений. Титул периодически выделялся членам королевской семьи, пока в XV не стал одним из титулов в пэрстве Шотландии, который носили наследники шотландской (а с 1707 — британской) короны.
В настоящее время носителем титула графа Каррика является Уильям, принц Уэльский, старший сын и наследник короля Великобритании Карла III.

## История титула
Впервые титул графа (мормэра) Каррика появился в 1186 году, когда король Шотландии Вильгельм I Лев выделил Каррик из состава Галлоуэя Дункану, сыну покойного лорда Галлоуэя Гилле Бригте. Таким образом он решил спор за Голлуэй между потомками двух сыновей Фергус.
После смерти Дункана в 1250 году Каррик получил Нейл (Ниал), которого долгое время считали сыном Дункана, но в настоящее время исследователи склоняются к тому, что он скорее всего был внуком прежнего мормэра. 20 сентября 1255 года он вошёл в состав регентского совета, управлявшим Шотландией во время малолетства короля Александра III, но умер уже в следующем году.
Наследовавшая Нейлу единственная дочь Марджори вышла замуж за Адама из Килконкуара, получившего по праву жены титул графа Каррика. Он участвовал в Восьмом крестовом походе, из которого так и не вернулась. Его вдова Марджори вскоре вышла замуж вторично — за Роберта VI Брюса, наследника лорда Аннандейла. Иоанн Фордунский приводит легенду, согласно которой графиня встретила Брюса во время охоты и захватила, отвезя в свой замок Тернберри, где 15 дней принуждала его жениться на ней. Брак вызвал ярость короля Александра III, который, вероятно, не давал на него разрешения и ненадолго захватил земли Марджори.
Старшим из родившихся в браке Роберта VI Брюса и Марджори был Роберт VII Брюс, унаследовавший после смерти матери в 1292 году титул графа Каррика. Он был активным участником борьбы за шотландский трон после угасания Данкельдской династии, а в 1306 году короновался как король Шотландии под именем Роберта I. Титул графа Каррика он в 1313 году передал своему младшему брату Эдуарду, который носил его до гибели в 1318 году. Поскольку он не оставил законнорожденного потомства, титул вернулся в состав шотландской короны. В 1328 году Роберт I присвоил титул своему малолетнему наследнику Давиду, который после смерти отца в 1329 году стал королём под именем Давида II.
Около 1330 году титул графа Каррика получил Александр Брюс, незаконнорожденный сын Эдуарда Брюса, но после его гибели в 1333 году в битве при Халидон-Хилле вновь был присоединён к короне.
В дальнейшем титул графа Каррика неоднократно воссоздавался для разных представителей королевского дома. При этом в одной из хартий короля Давида II, изданной около 1362 года, с титулом «граф Каррик» упоминается сэр Уильям Конингейм (умер до 1269).
В XV веке установилась традиция, по которой титул графа Каррика автоматически получал наследник шотландского трона. 27 ноября 1469 года актом парламента было постановлено, что наследник престола получает баронию Бьют с замком Ротсей и титулы герцога Ротсей, графа Каррика и барона Ренфру в качестве пэра Шотландии вместе с достоинством «принца и великого стюарда Шотландии и лорда Островов». После того как в 1603 году король Шотландии Яков VI стал также королём Англии и Ирландии, объединив в руках 3 короны, эти титулы стали добавляться к традиционно присваиваемого наследнику титула герцога Корнуолльского. После того как в 1707 году английская и шотландская короны были объединены, этот порядок сохранился: после вступления на престол Георга I его наследник, будущий Георг II был добавлен в список шотландских пэров как герцог Ротсей, граф Каррик и барон Ренфру. Однако ещё дважды титул графа Каррика выделялся другим представителям династии Стюартов (в 1602 и 1628 годах).
С 8 сентября 2022 года титул графа Каррика носит Уильям, принц Уэльский, наследник короля Великобритании Карла III.

## Графы Каррик

### Мормэры Каррика
Мак-Фергусы
- 1186—1250: Дункан Мак-Фергус (ум. 13 июня 1250), мормэр Каррика с 1186 года, сын Гилле Бригте, лорда Голлуэя[1][11].
- 1250—1256: Нейл (Ниал)[англ.] (около 1202—1256), мормэр Каррика с 1250 года, регент Шотландии с 1255 года, сын или внук предыдущего[2][12].
- 1256—1292: Марджори (умерла до 9 ноября 1292), мормэр Каррика с 1256 года, дочь предыдущего[7][13].
  - 1-й муж: Адам из Килконкуара[англ.] (умер в 1271), граф Каррик (по праву жены)[4][7].
  - 2-й муж: Роберт VI Брюс (июль 1243 — 29 марта/3 апреля 1304), граф Каррик (по праву жены) с 1271, лорд Аннандейла с 1295 года, 1-й барон Брюс с 1297 года[3][14].

Брюсы
- 1292—1306: Роберт VII Брюс (11 июля 1274 — 7 июня 1329), граф Каррик в 1292—1306 годах, лорд Аннандейла в 1304—1306 годах, король Шотландии (под именем Роберт I) с 1306 года, старший сын Роберта VI Брюса и Марджори, графини Каррик[4][15].

### Графы Каррик (креация 1313 года)
- 1313—1318: Эдуард Брюс (около 1280 — 14 октября 1318), лорд Галлоуэя с 1309 года, граф Каррик с 1313 года, верховный король Ирландии с 1316 года, брат предыдущего[5][7].

### Графы Каррик (креация 1328 года)
- 1328—1329: Давид Брюс (1324—1371), граф Каррик в 1328 король Шотландии (под именем Давид II) в 1329—1332 и 1336—1371 годах, старший сын короля Шотландии Роберта I[6][8].

### Графы Каррик (креация 1330 года)
- 1330—1333: Александр Брюс[англ.] (умер 19 июля 1333), граф Каррик с около 1330 года, внебрачный сын Эдуарда Брюса[16].

### Графы Каррик (креация 1362 года)
- 1362—1365: Уильям Конингейм (умер до 1369), в хартии короля Давида II, выданной около 1362 года, назван с титулом графа Каррика[1].

### Графы Каррик (креация 1368 года)
- 1368—1390: Джон Стюарт (1335 — 4 апреля 1406), граф Каррик с 1368 года, граф Атолл с 1379 года, король Шотландии (под именем Роберт III) с 1390 года, старший сын шотландского короля Роберта II Стюарта[17][18][19].

### Графы Каррик (креация 1390 года)
- 1390—1402: Давид Стюарт (24 октября 1378 — 26 марта 1402), граф Каррик с 1390 года, герцог Ротсей с 1398 года, старший сын предыдущего[19][20][21].

В дальнейшем наследники Шотландского (а с 1707 года — британского) престола традиционно получали титул герцога Ротсея, к которому в качестве дополнительного титула оказался привязан титул графа Каррика. Однако ещё дважды титул графа Каррика выделялся другим представителям династии Стюартов.

### Графы Каррик (креация 1602)
- 1602: Роберт Стюарт (18 января или февраля 1602 — 27 мая 1602), герцог Кинтайр и Лорн, маркиз Уингтон, граф Каррик и лорд Аннердейл (Аннандейл?) с 1602 года, сын короля Шотландии Якова VI[1][22].

### Графы Каррик (в Оркнее, креация 1628)
- 1628—1643/1646: Джон Стюарт (умер в 1643/1646), лорда Кинклевен с 1607 года, граф Каррик (в Оркнее) с 1628 года, сын Роберта Стюарта, 1-го графа Оркнейского[1][23].

## Герцоги Ротсей и графы Каррик
- 1404—1406: Джеймс Стюарт (июль/декабрь 1394 — 21 февраля 1437), герцог Ротсей и граф Каррик с 1404 года, король Шотландии (под именем Яков I) с 1406 года, брат предыдущего[24].
- 1430: Александр Стюарт (родился и умер 16 октября 1530), герцог Ротсей и граф Кинтайр в 1430 году, старший сын короля Шотландии Якова I[24].
- 1431—1437: Джеймс Стюарт (16 октября 1430 — 3 августа 1460), герцог Ротсей и граф Кинтайр в 1431—1437 годах, король Шотландии (под именем Яков II) с 1437 года, младший брат-близнец предыдущего[25].
- 1452—1460: Джеймс Стюарт (10 июля 1451 или 10 июля 1452 — 11 июня 1488), герцог Ротсей и граф Каррик в 1452—1460 годах, король Шотландии (под именем Яков III) с 1460 года[26].
- 1473—1488: Джеймс Стюарт (17 марта 1473 — 9 сентября 1513), герцог Ротсей, граф Каррик, барон Ренфру, лорд Островов, принц и великий стюард Шотландии, лорд Каннингем в 1473—1488 годах, король Шотландии (под именем Яков IV) с 1488 года, сын предыдущего[27].
- 1507—1508: Джеймс Стюарт (21 февраля 1507 — 27 февраля 1508), герцог Ротсей, граф Каррик, барон Ренфру, лорд Островов, принц и великий стюард Шотландии с 1507 года, сын предыдущего[27].
- 1509—1510: Артур Стюарт (20 октября 1509 — 14 июля 1510)), герцог Ротсей, граф Каррик, барон Ренфру, лорд Островов, принц и великий стюард Шотландии с 1509 года, брат предыдущего[27].
- 1512—1513: Джеймс Стюарт (10 апреля 1512—14 декабря 1542), герцог Ротсей, граф Каррик, барон Ренфру, лорд Островов, принц и великий стюард Шотландии в 1512—1513 годах, король Шотландии (под именем Яков V) с 1513, брат предыдущего[28].
- 1540—1541: Джеймс Стюарт (22 мая 1540 — 21 апреля 1541), герцог Ротсей, граф Каррик, барон Ренфру, лорд Островов, принц и великий стюард Шотландии с 1540 года, сын предыдущего[28].
- 1566—1567: Джеймс Стюарт (19 июня 1566 — 27 марта 1625), герцог Ротсей, граф Каррик, барон Ренфру, лорд Островов, принц и великий стюард Шотландии в 1566—1567 годах, король Шотландии (под именем Яков VI) с 1567 года[29], король Англии и Ирландии (под именем Яков I) с 1603 года[22], внук предыдущего, сын королевы Шотландии Марии Стюарт от второго брака с Генрихом Стюартом, лордом Дарни[29].
- 1594—1612: Генри Фредерик Стюарт (19 февраля 1594 — 6 ноября 1612), герцог Ротсей, граф Каррик, барон Ренфру, лорд Островов, принц и великий стюард Шотландии с 1594 года, герцог Корнуолльский с 1603 года, принц Уэльский и граф Честер с 1610 года, сын предыдушего[22].
- 1612—1625: Чарльз Стюарт (19 ноября 1600 — 30 января 1649), герцог Албани, граф Росс и маркиз Ардманнох в 1600—1625 годах, герцог Йоркский в 1605—1625 годах, герцог Корнульский и Ротсей, граф Каррик, барон Ренфру, Лорд Островов, принц и великий стюард Шотландии в 1612—1625 годах, принц Уэльский и граф Честер в 1616—1625 годах, король Англии и Шотландии (под именем Карл I) с 1625 года, брат предыдущего[30].
- 1629: Чарльз Джеймс Стюарт (родился и умер 13 марта 1629), герцог Корнуолльский и Ротсей, граф Каррик в 1629 году, сын предыдущего[30].
- 1630—1649: Чарльз Стюарт (29 мая 1630 — 6 февраля 1685), герцог Корнуолльский и Ротсей, граф Каррик, барон Ренфру, лорд Островов, принц и великий стюард Шотландии в 1630—1649 годах, король Шотландии (под именем Карл II) в 1649—1651 и 1660—1685 годах, король Англии и Ирландии (под именем Карл II) с 1660 года, брат предыдущего[31].
- 1688—1702: Джеймс Френсис Эдвард Стюарт «Старший претендент» (10 июня 1688 — 1 января 1766), герцог Корнуолльский и Ротсей, граф Каррик, барон Ренфру, лорд Островов, принц и великий стюард Шотландии, принц Уэльский и граф Честер в 1688—1702 годах, якобитский претендент на английский престол с 1701 года, сын короля Англии Якова II Стюарта и Марии Моденской. В 1702 году актом парламента был лишён всех британских титулов[32].
- 1714—1727: Джордж (10 ноября 1683 — 25 октября 1760), герцог и маркиз Кембриджский, граф Милдфорд-Хевен, виконт Норталлертон и барон Тьюксбери в 1706—1727 годах, герцог Корнуолльский и Ротсей, граф Каррик, барон Ренфру, лорд Островов, принц и великий стюард Шотландии в 1714—1727 годах, принц Уэльский и граф Честер в 1714—1727 годах, король Великобритании, Ирландии (под именем Георг II) и курфюрст Ганновера (под именем Георг II) с 1727 года, сын короля Великобритании Георга I[33].
- 1727—1751: Фредерик Льюис (1 февраля 1707 — 31 марта 1751), герцог Глостер в 1717—1727 годах, герцог Корнуолльский и Ротсей, граф Каррик, барон Ренфру, лорд Островов, принц и великий стюард Шотландии с 1727 года, герцог Эдинбургский, маркиз острова Или, граф Элтем, виконт Ланстон и барон Сноудон с 1727 года, принц Уэльский и граф Честер с 1729 года, сын предыдущего[33].
- 1751—1760: Джордж Уильям Фредерик (4 июня 1738 — 29 января 1820), герцог Корнуолльский, Эдинбургский и Ротсей, маркиз острова Или, граф Каррик и граф Элтем, виконт Ланстон, барон Сноудон и Ренфру, лорд Островов, принц и великий стюард Шотландии, принц Уэльский и граф Честер в 1751—1760 годах, король Великобритании и Ирландии (под именем Георг III) с 1760 года, курфюрст Ганновера (под именем Георг III) в 1760—1814 годах, король Ганновера (под именем Георг III) с 1814 года, сын предыдущего[34].
- 1762—1820: Джордж Август Фредерик (12 августа 1762 — 26 июня 1830), герцог Корнуолльский и Ротсей, граф Каррик, барон Ренфру, лорд Островов, принц и великий стюард Шотландии, принц Уэльский и граф Честер в 1762—1820 годах, принц-регент Великобритании и Ирландии в 1811—1820 года, король Великобритании, Ирландии и Ганновера (под именем Георг IV) с 1820 года, сын предыдущего[35].
- 1841—1901: Альберт Эдвард (9 ноября 1841 — 6 мая 1910), герцог Корнуолльский и Ротсей, граф Каррик, барон Ренфру, лорд Островов, принц и великий стюард Шотландии, принц Уэльский и граф Честер в 1841—1901 годах, король Великобритании (под именем Эдуард VII) и император Индии с 1901 года, сын королевы Великобритании Виктории и принца-консорта Альберта Саксен-Кобург-Готского[36].
- 1901—1910: Джордж Фредерик Эрнест Альберт (3 июня 1865 — 20 января 1936), герцог Йоркский, граф Ивернесс и барон Килларни в 1892—1910 годах, герцог Корнуолльский и Ротсей, граф Каррик, барон Ренфру, лорд Островов, принц и великий стюард Шотландии, принц Уэльский и граф Честер в 1901—1910 годах, король Великобритании (под именем Георг V) и император Индии с 1910 года, сын предыдущего[37].
- 1910—1936: Эдуард Альберт Кристиан Джордж Эндрю Патрик Дэвид (23 июня 1894 — 28 мая 1972), герцог Корнуолльский и Ротсей, граф Каррик, барон Ренфру, лорд Островов, принц и великий стюард Шотландии, принц Уэльский и граф Честер в 1910—1936 годах, король Великобритании (под именем Эдуард VIII) и император Индии в 1936 году, герцог Виндзорский с 1936 года, сын предыдущего[38].
- 1952—2022: Чарльз Филипп Артур Джордж (родился 14 ноября 1948), герцог Корнуолльский и Ротсей, граф Каррик, барон Ренфру, лорд Островов, принц и великий стюард Шотландии в 1952—2022 годах, принц Уэльский и граф Честер в 1958—2022 годах[39], 2-й герцог Эдинбургский, 2-й граф Мерионет и 2-й барон Гринвич в 2021—2022 годах[40], король Великобритании с 2022 года[10], сын королевы Елизаветы II и Филиппа, 1-го герцога Эдинбургского[39].
- c 2022: Уильям Артур Филипп Луис (родился 21 июня 1982[39]), герцог Кембриджский, граф Стратерн и барон Каррикфергюс с 2011 года[41], герцог Корнуолльский и Ротсей, граф Каррик, барон Ренфру, лорд Островов, принц и великий стюард Шотландии[10], принц Уэльский и граф Честер с 2022 года[42], сын предыдущего[39].